# 萨米·沙利文
萨曼莎·"萨米"·沙利文（英語：Samantha "Sammy" Sullivan，1998年5月22日—），美国女子七人制橄榄球运动员。她曾代表美国国家队参加2024年夏季奥林匹克运动会七人制橄榄球比赛，获得一枚铜牌。